# 萊克海蘭 (紐約州)
萊克海蘭（英語：Highland-on-the-Lake）是位於美國紐約州伊利縣的普查規定居民點。

## 人口
根據2020年美國人口普查的數據，萊克海蘭的面積為5.30平方千米，當中陸地面積為5.28平方千米，而水域面積為0.02平方千米。當地共有人口3765人，而人口密度為每平方千米710.38人。